# Укаяли (регион)
Вижте пояснителната страница за други значения на Укаяли.
Укая̀ли (на испански: Ucayali) е един от 25-те региона на южноамериканската държава Перу. Разположен е в източноцентралната част на страната. Укаяли е с площ от 101 830,64 км². Регионът има население от 496 459 жители (по преброяване от октомври 2017 г.).

## Провинции
Укаяли е разделен на 4 провинции, които са съставени от 14 района. Някои от провинциите са:
1. Падре Абад
2. Пурус